# Лавров, Георгий Лаврентьевич
Гео́ргий Лавре́нтьевич Лавро́в (29 декабря 1895 года (10 января 1896 года); деревня Болохняны, Вяземский уезд, Смоленская губерния, Российская империя — 24 мая 1967 года, Москва, РСФСР, СССР) — советский архитектор.

## Биография
Георгий Лаврентьевич Лавров родился 29 декабря 1895 года (10 января 1896 года) в деревне Болохняны, Вяземского уезда Смоленской губернии России в многодетной крестьянской семье.
После окончания церковно-приходского училища уехал в Москву, где жили его братья.
В 1920—1922 годах служил в Красной армии.
В 1922—1926 годах учился в Московском ВХУТЕМАС.
До 1928 года жил и работал в Москве.
В 1928—1934 годах занимал должность главного архитектора Народного комиссариата коммунального хозяйства Белорусской ССР в Минске, где по его проектам построено несколько зданий различного назначения.
В 1934 году вернулся в Москву и продолжил архитектурную деятельность в Государственном институте проектирования кинотеатров (Гипрокино).
В 1941 году в Алуште по его проекту в соавторстве с В. В. Жаровым построен Дом отдыха.
В октябре 1941 года призван в Красную армию. Занимался проектированием и постройкой инженерных сооружений различного назначения.
В 1944 году вступил в ВКП(б).
Осенью 1945 года демобилизован из РККА и вернулся на должность архитектора в Гипрокино. В институте занимался проектированием киностудий и кинотеатров.
По проектам Лаврова в соавторстве в 1950-е годы построены киностудии в столичных городах среднеазиатских республик СССР — Алма-Ате, Ашхабаде и Фрунзе.
В столице Албании Тиране по его проекту в 1953 году построена киностудия «Новая Албания». Создал в соавторстве проекты кинотеатров, которые построены в Софии (1955) и Бухаресте (1956).
В 1958 году вышел на пенсию.
С 1920-х годов жил в Москве по адресу: улица Спиридоновка, 38, кв. 5.
Георгий Лаврентьевич Лавров умер 24 мая 1967 года в Москве.

## Творчество

### Клинический городок

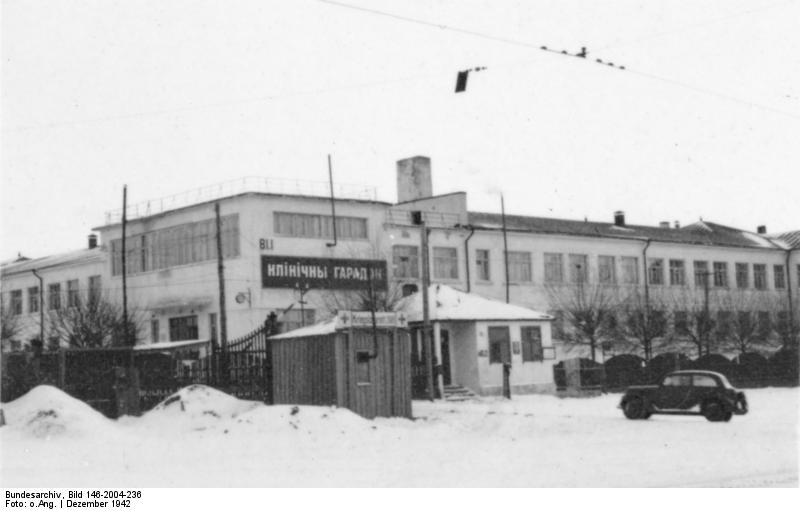
Клинический городок в годы оккупации города немецкими войсками. Фотография из немецкого архива, 1942.

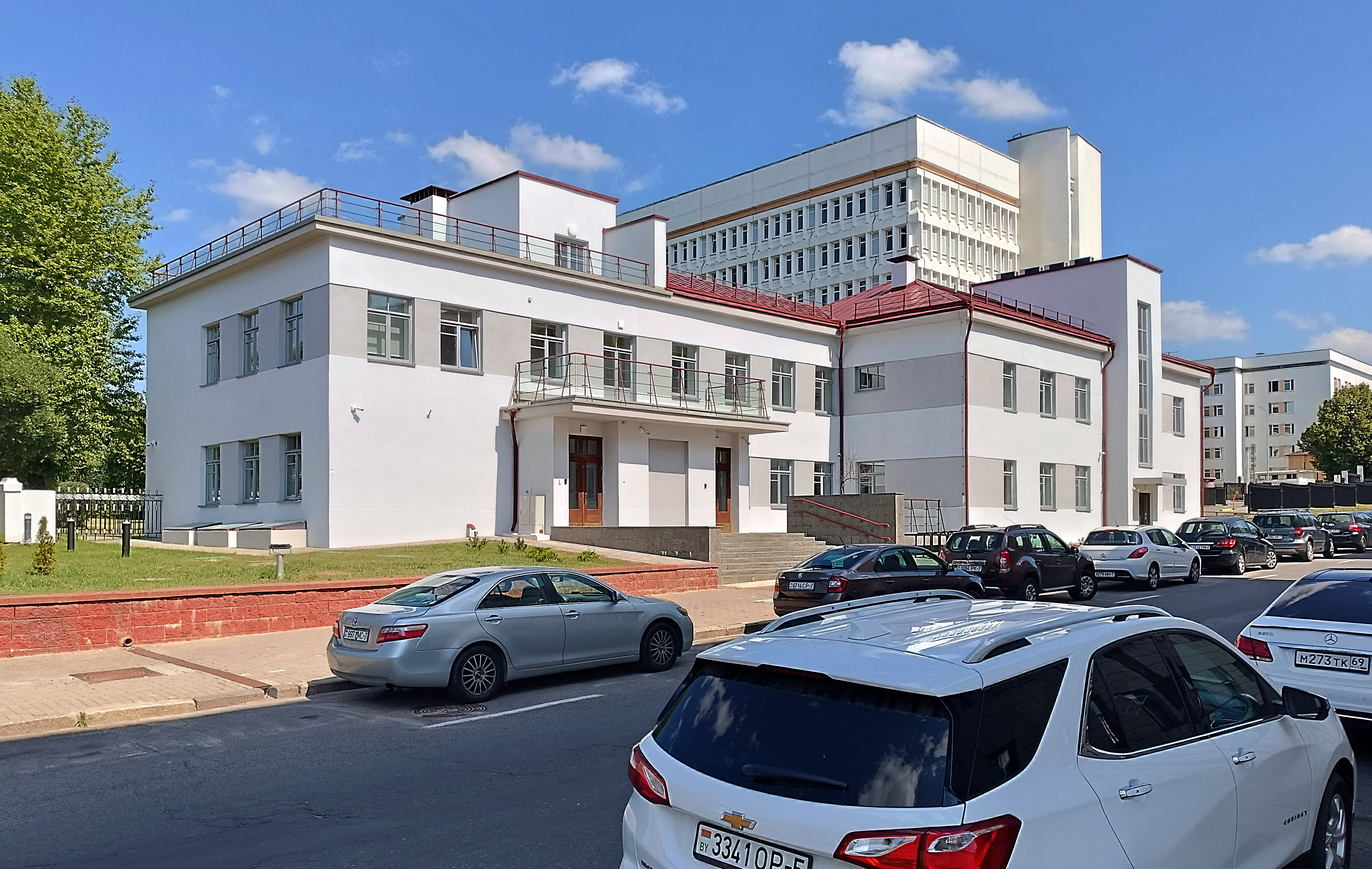
Передний план: одно из зданий Клинического городка, построенное в 1933 году. В настоящее время размещается на пересечении улицы П. Бровки и проспекта Независимости.

Комплекс зданий 1-й городской клинической больницы возводился по проекту Георгия Лаврова в 1929—1931 годах и занимал около 10 га. Архитектурно-планировочное решение предполагало создание отдельно стоящих низковысотных зданий в стиле конструктивизма, соответствующих клинической специализации лечения больных. Были построены корпуса терапевтической, хирургической, акушерско-гинекологической и кожно-венерологической клиник. Во второй половине XX века Клинический городок перестроен с возведением высотных зданий различного назначения.

### Государственная библиотека Белорусской ССР
Первоначально библиотека занимала здание Юбилейного дома на Архирейском подворье.
19 ноября 1929 года на заседании Коллегии Совета народных комиссаров Белорусской ССР принято решение о строительстве нового здания библиотеки на улице Красноармейской

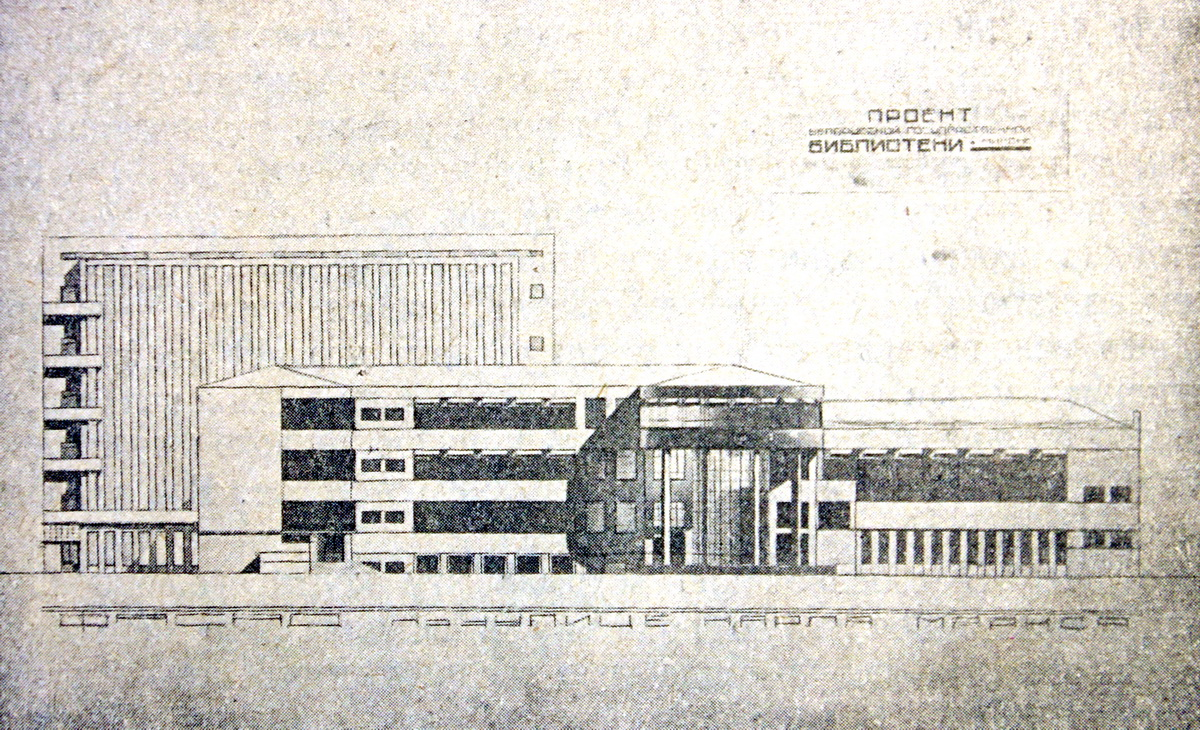
Г. Л.
Лавров. Проект Государственной библиотеки Белорусской ССР. Фасад, общий вид. Высотный корпус книгохранилища (слева позади) не был реализован.

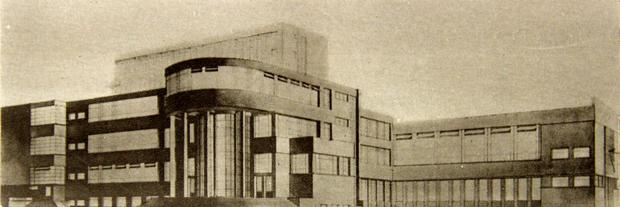
Г. Л. Лавров. Проект Государственной библиотеки Белорусской ССР. Фасад, общий вид. На переднем плане Главный вход, справа — корпус Читального зала.

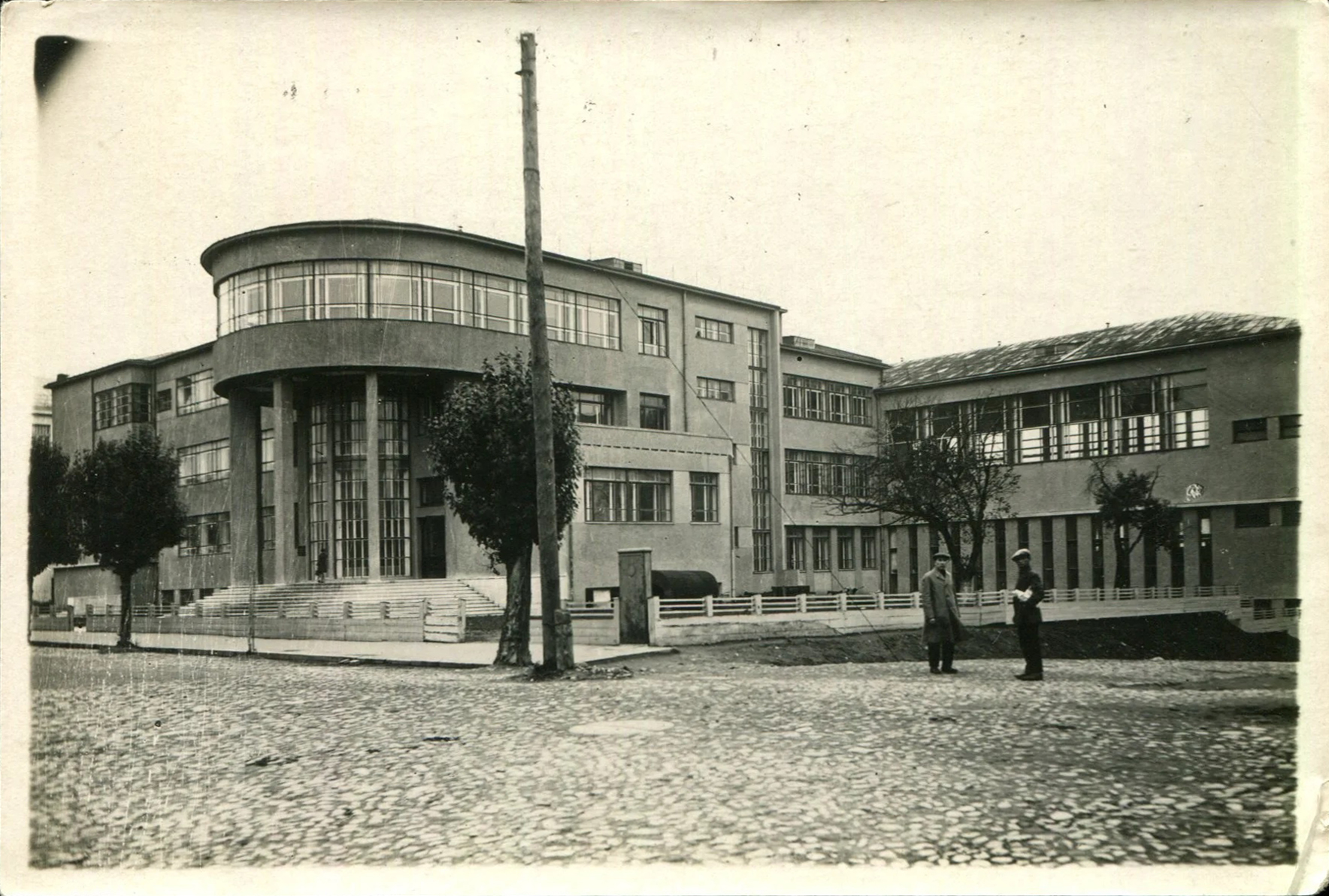
Г. Л. Лавров. Реализованный проект без высотного корпуса книгохранилища, 1933.

Георгий Лавров проектирует в стиле конструктивизма развитое в плане здание, состоящее из разновысотных корпусов с четким функциональным назначением каждого из них. В сопроводительной Записке архитектор говорит о намерении в проекте «выразить его особый общественный характер и назначение как здания первого разряда, занятого Белорусской государственной публичной библиотекой, долженствующей быть объектом огромной важности как проводника культуры и знаний».
Возведение здания завершено в 1932 году. Высотный Корпус книгохранилища построен не был, что позднее привело к проблеме нехватки площадей для растущего книжного фонда.
В 2006 году Государственная библиотека переместилась в другое здание.
Сооружение Л. Г. Лаврова было реставрировано и используется как административное учреждение.

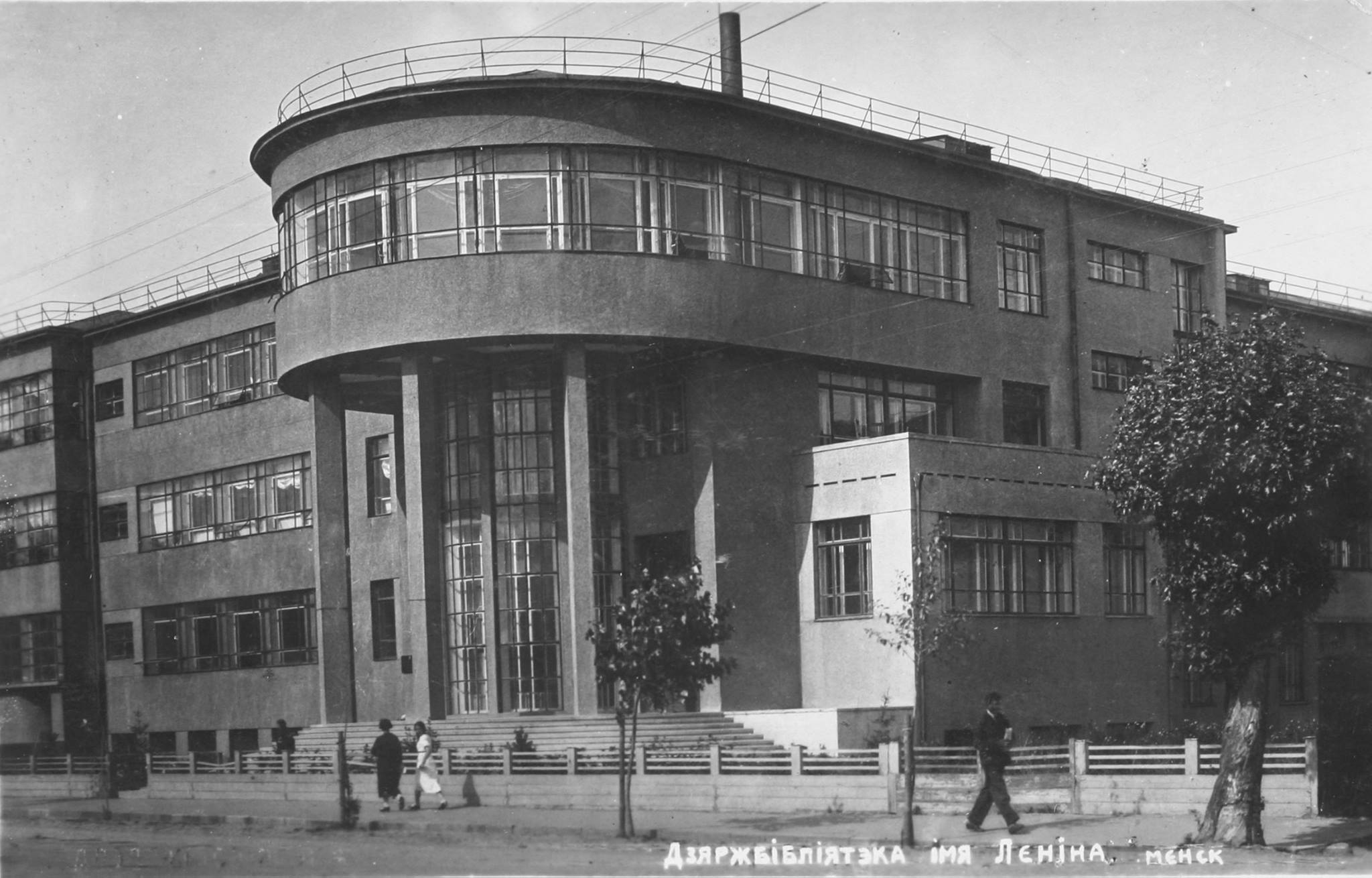
Г. Л. Лавров. Главный вход в библиотеку, 1930-е годы.

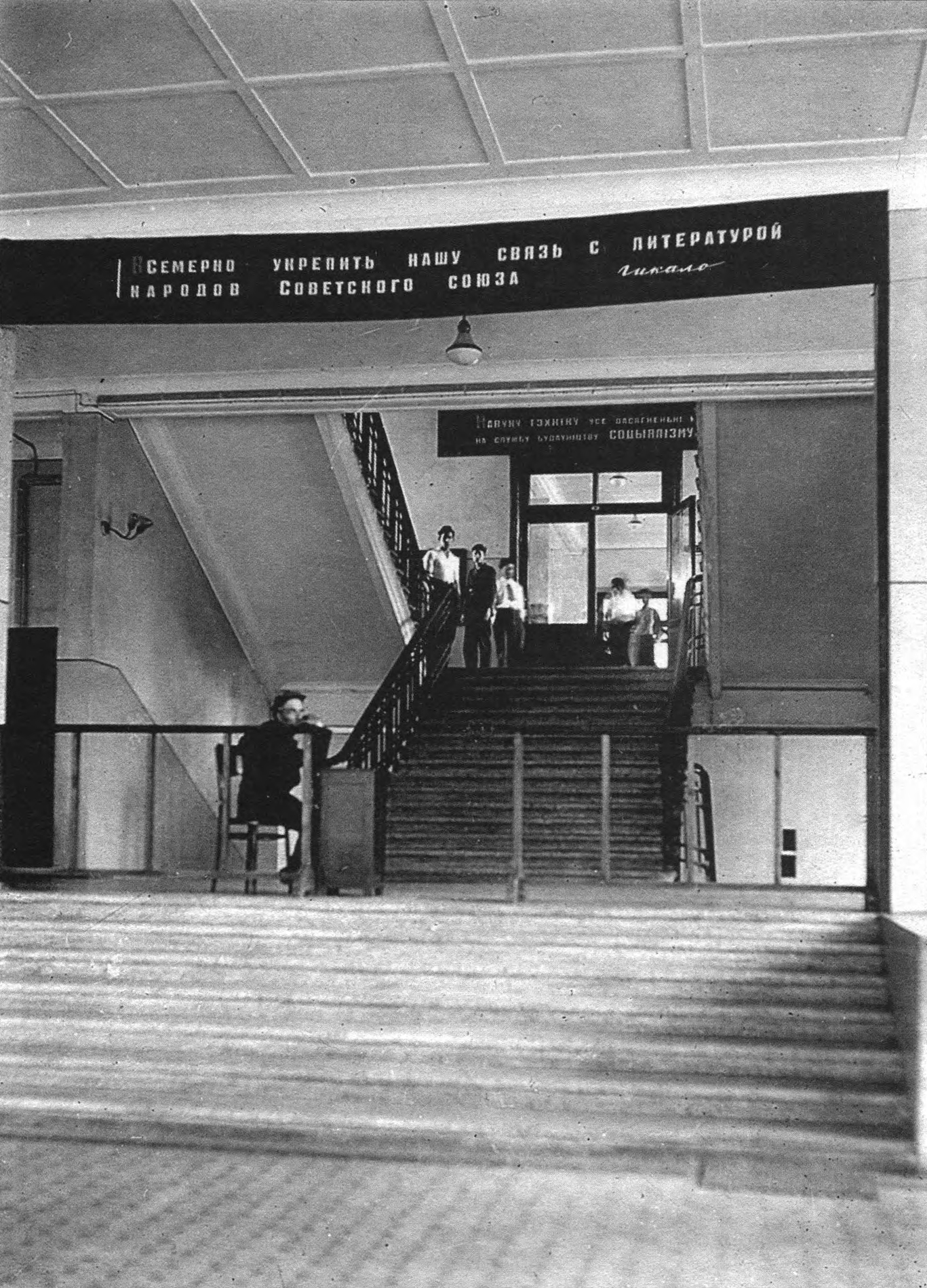
Г. Л. Лавров. Лестница главного входа, 1936

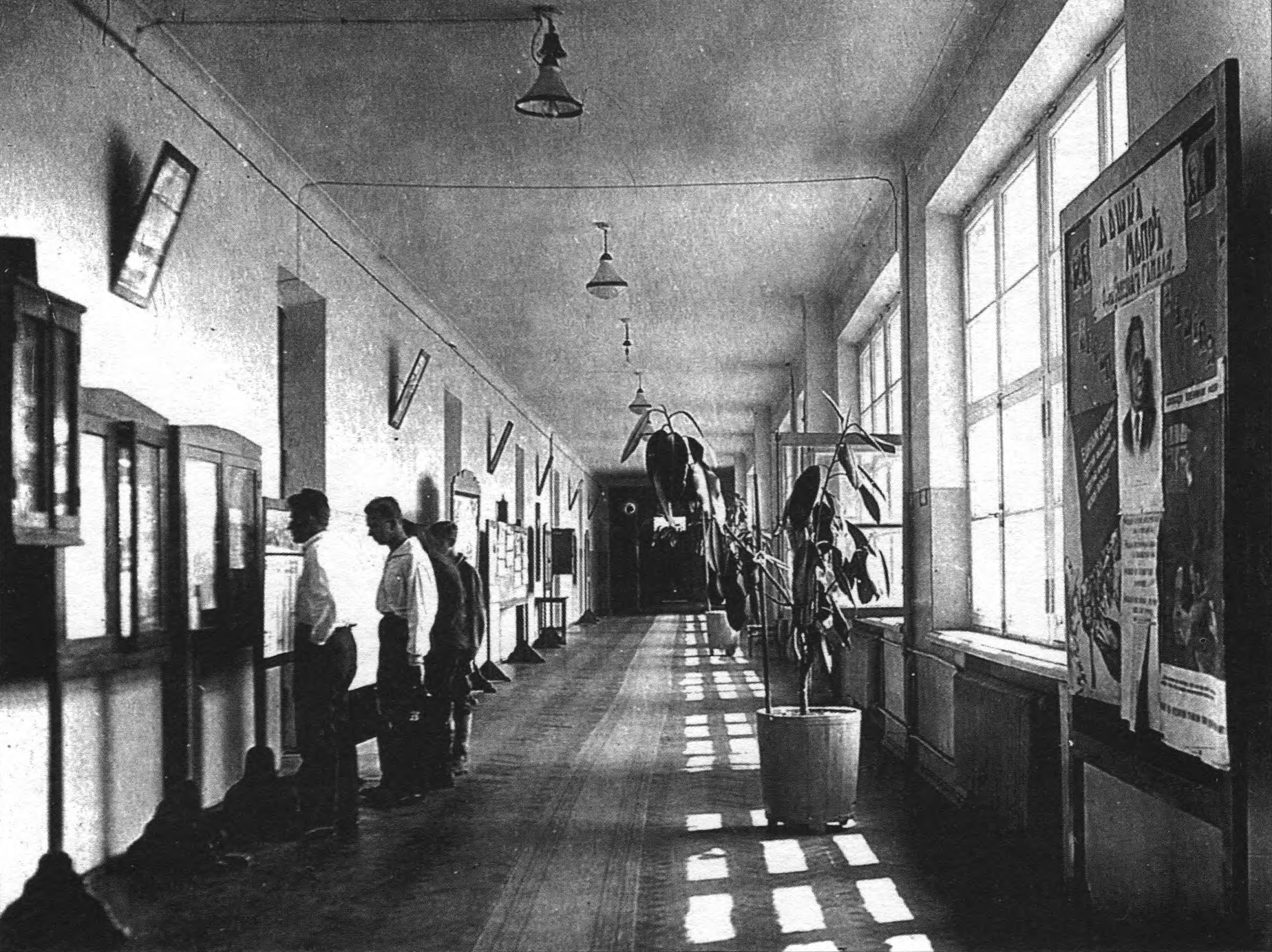
Г. Л. Лавров. Коридор с окнами во внутренний дворик, 1936

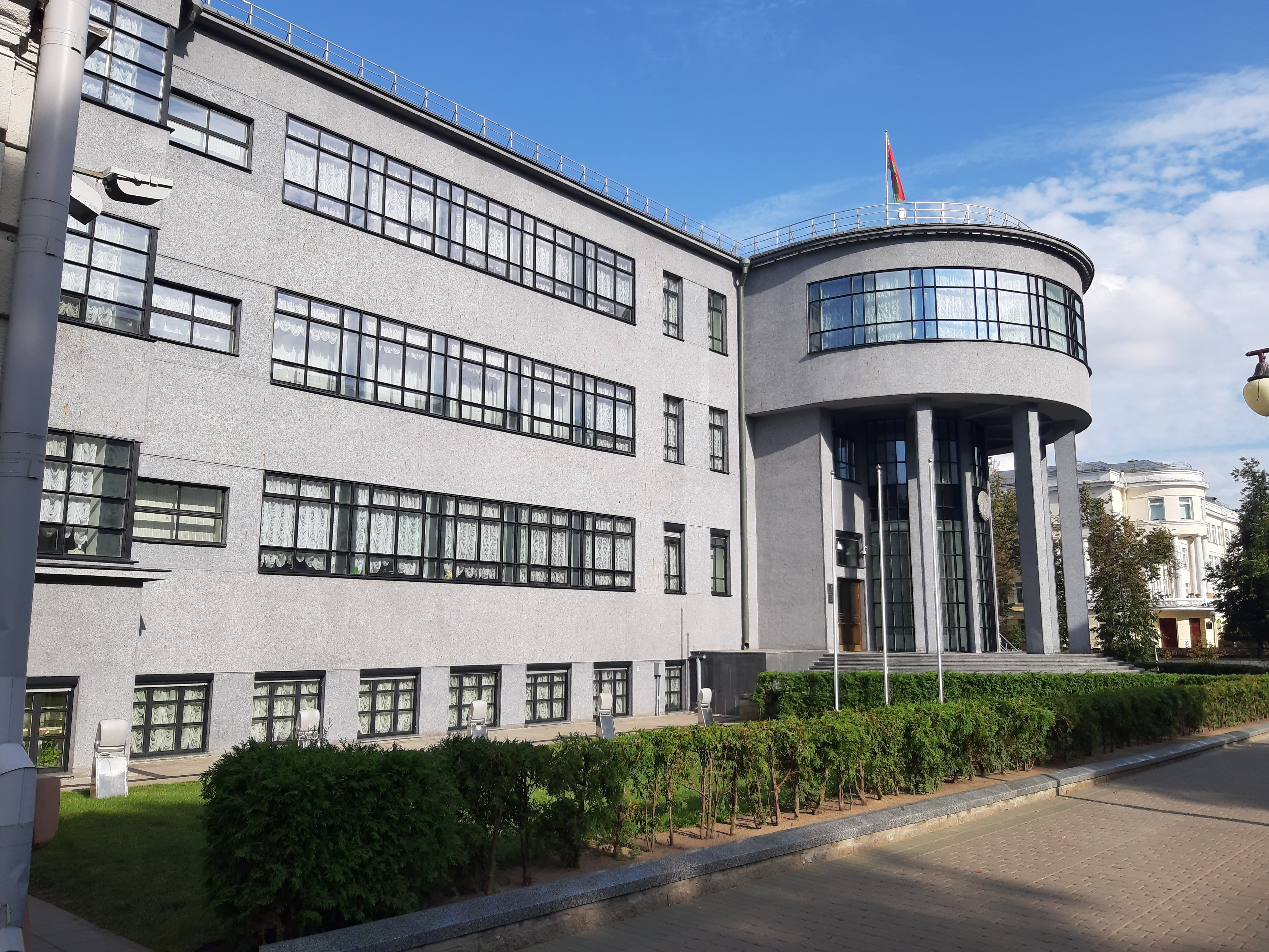
Г. Л. Лавров. Фасад c Главным входом. Современный вид с улицы Красноармейской после реставрации.

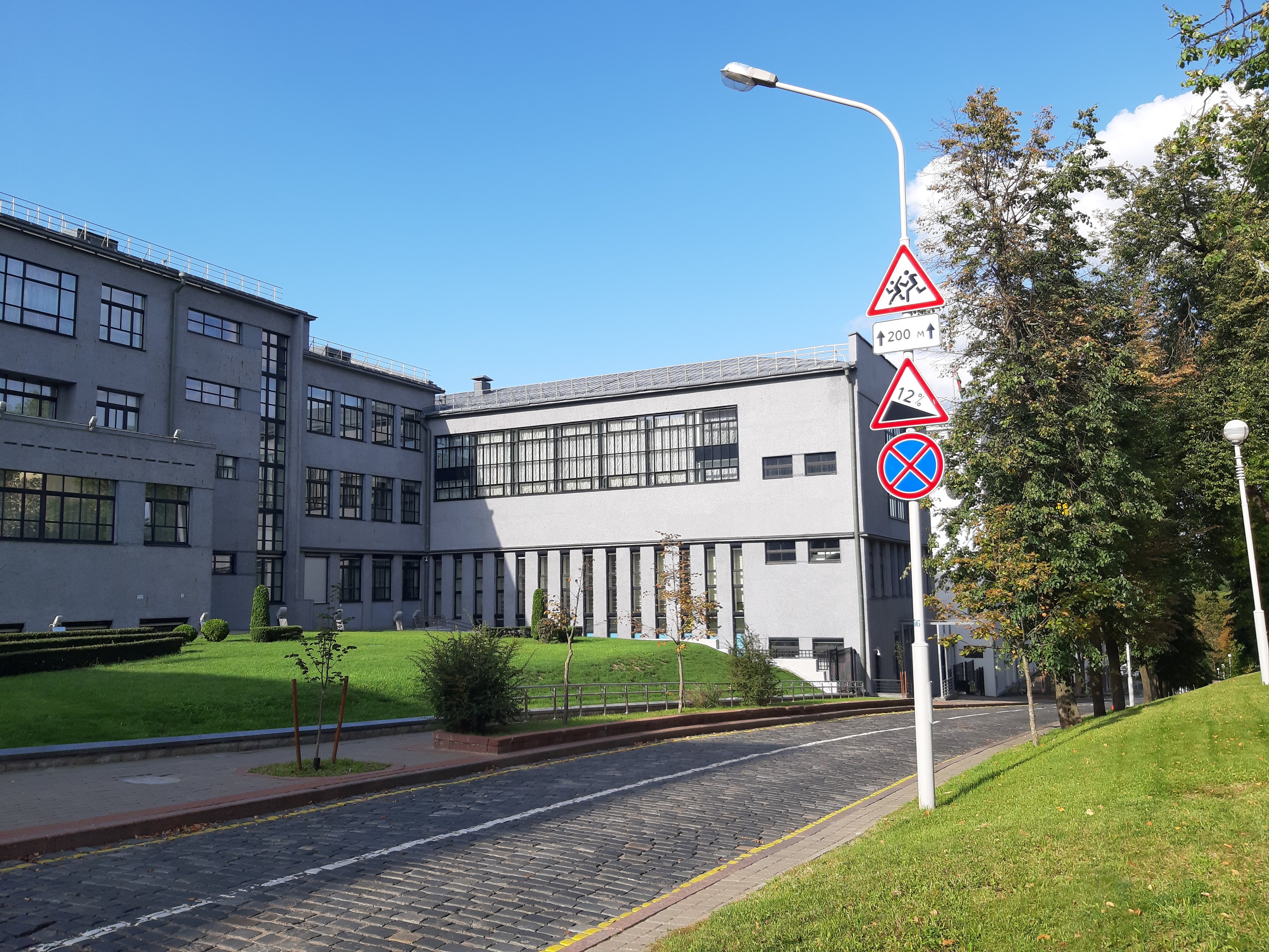
Г. Л. Лавров. Правое крыло здания. Современный вид правого крыла здания с улицы Кирова после реставрации.

### Здание Политехникума
В конце 1920-х годов Г. Л. Лаврову поручили проектирование комплекса зданий Политехникума; так до 1933 года в проектно-архитектурной и деловой документации называлось будущее сооружение. Архитектор решил здание в стиле конструктивизма. Это Т-образное в плане сооружение разновысотных объёмов с фасадом, формируемым выступающими частями функциональных блоков.

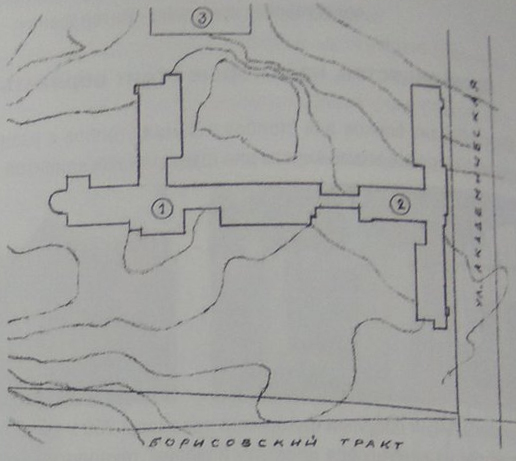
Г. Л. Лавров. План размещения зданий Политехникума:
1 — Главный учебный корпус;
2 — Интернат;
3 — Столовая.

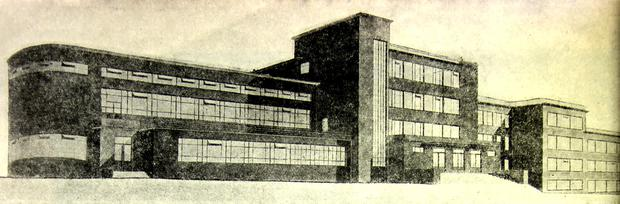
Г. Л. Лавров. Проект здания Политехникума. Фасад с Главным входом.

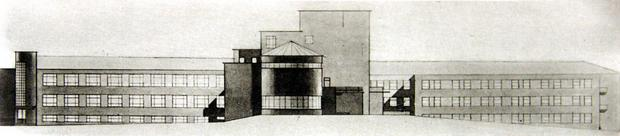
Г. Л. Лавров. Проект здания Политехникума. Вид сбоку: в центре Учебный корпус, правее позади — Корпус интерната.

К строительству комплекса приступили в 1930 году. В процессе работы первоначальный проект видоизменили, упростив один из объёмов. К осени 1932 года Учебный корпус был готов на 98 %.

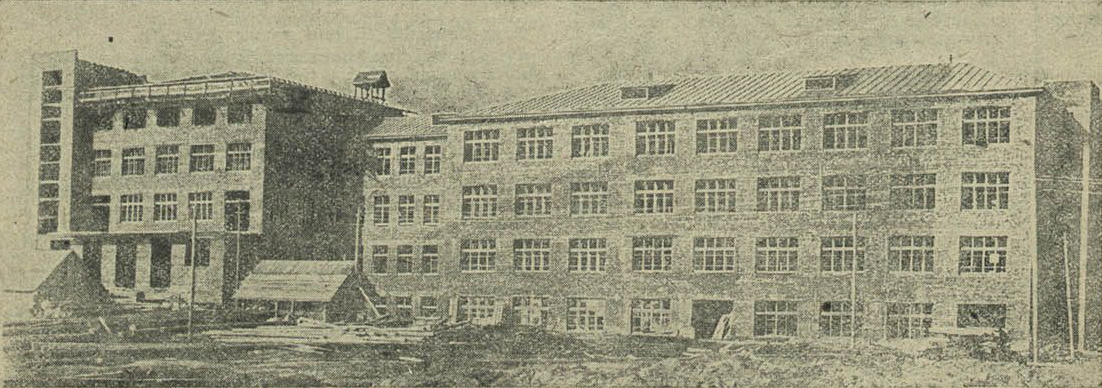
Вид строящегося по проекту Г. Л. Лаврова здания в 1931 году.

В 1932 году вышло Постановлением Центрального комитета ВКП(б) «О перестройке литературно-художественных организаций», которое положило начало широкой кампании критики так называемого «формализма» в искусстве, что оказалось применимо и к архитектуре. Конструктивизм как художественное течение признавался не соответствующим задаче построения социализма в СССР.
В 1933 году объявлено о создании в Минске нового учебного заведения — Белорусского политехнического института, который должен был разместится в существующем здании. Вышестоящее руководство решило, что архитектура построенного по проекту Лаврова корпуса не соответствует высокому статусу института. Архитектору Наталье Маклецовой поручили создание нового проекта Учебного корпуса, в который включался уже построенный объём.
Случившиеся события привели к тому, что в 1934 году Георгий Лавров отказался от должности главного архитектора Народного комиссариата коммунального хозяйства Белорусской ССР и покинул Минск, уехав в Москву.

## Работы

### Москва
1928 — Жилой городок Трёхгорной мануфактуры; в соавторстве с архитектором Г. Я. Вольфензоном и инженером В. А. Муравьёвым.

### Минск
1930 — Клинический городок;
1931 — Университетский городок Белорусского государственного университета;
1930-е — Комплекс зданий Белорусского государственного университета; в соавторстве;
1930 — Проект Театра оперы и балета; 11 июля 1933 года начато строительство, которое позже заморожено. После отъезда в 1934 году Г. Л. Лаврова в Москву проект полностью переработан архитектором И. Г. Лангбардом с последующим строительством здания театра.
1930 — Первый проект комплекса зданий Академии наук Белорусской ССР;
1931 — Второй проект комплекса зданий Академии наук, который принят к исполнению: построены Лабораторный корпус и коробка Главного корпуса, после чего строительство остановлено. Дальнейшие работы по перепроектированию Главного корпуса и его постройке осуществлял архитектор И. Г. Лангбард;
1932 — Главный корпус Государственной библиотеки Белорусской ССР; корпус книгохранилища не построен;
1934 — Комплекс зданий Политехникума; позднее перестроен по проектам других архитекторов. Сохранилось здание Интерната, которое в настоящее время используется как учебный корпус Белорусского национального технического университета.

### Орша
1932  — Здание Драматического театра;
1932 — Кинотеатр. Оригинальное название на момент постройки «Гукавы кiнатэатр iмя 1 лiпеня» | «Звуковой кинотеатр имени 1 июля». Перестроен.

### Горки
1933 — Учебный корпус, интернат на 1000 человек и здание Библиотеки Белорусской сельскохозяйственной академии.

### Алушта
1941 — Дом отдыха; в соавторстве с В. В. Жаровым.

### Тирана
1953 — Киностудия «Новая Албания».

### София
1955 — Кинотеатр; в соавторстве с В. И. Вороновым

### Бухарест
1956 — Кинотеатр; в соавторстве с М. И. Транквилицким.

### Алма-Ата
1957 — Киностудия; в соавторстве.

### Ашхабад
1958 — Киностудия; в соавторстве.

### Фрунзе
1959 — Киностудия; в соавторстве.

## Награды
- Медаль «За оборону Москвы»
- Медаль «За победу над Германией в Великой Отечественной войне 1941—1945 гг.»

### Архивные документы
Личный фонд Г. Л. Лаврова (BY БГАНТД, фонд 112, 20 единиц хранения) хранится в Белорусском государственном архиве научно-технической документации.